# Poradnik dla Pracowników Świetlic Żołnierskich
Poradnik dla Pracowników Świetlic Żołnierskich – polskie czasopismo wydawane od 1941 do 1945 pod auspicjami polskiej YMCA. Skierowane było do pracowników świetlic powstających w polskich obozach wojskowych w Wielkiej Brytanii. Początkowo nakład wynosił 200 egzemplarzy, pod koniec wojny wzrósł do trzech tysięcy.